# علي كريمي
محمد علي كريمي باشاكي (بالفارسية: محمدعلی کریمی پاشاكى)، لاعب كرة قدم سابق من مواليد 8 نوفمبر 1978 في كرج في إيران، متزوج وله ابنان، وهو لاعب كرة قدم إيراني سابق، وكان يلعب مع نادي شالكة الألماني ومنتخب إيران لكرة القدم، وقد شارك في كأس العالم لكرة القدم 2006.
بدأ كريمي بلعب كرة القدم في عام 1998 مع نادي بيرسبولس الإيراني، ولعب معهم حتى عام 2001، وبعدها انتقل إلى نادي الأهلي الإماراتي، ولعب لهم حتى عام 2005، وبعدها انتقل إلى نادي بايرن ميونخ الألماني، ولعب معهم حتى عام 2007، وفي عام 2007 انتقل إلى نادي قطر القطري ولعب لهم حتى عام 2008 والذي انتقل بعدها إلى ناديه الذي نشأ فيه برسبوليس وبعدها إلى نادي ستيل آذين.
و يلعب علي كريمي مع منتخب إيران لكرة القدم منذ عام 1998، وفي عام 2004 نال علي كريمي جائزة أفضل لاعب في آسيا.

## كأس آسيا 2004
و قد سجل هدف في مرمى منتخب عمان لكرة القدم، وقد سجل ثلاثية في مرمى منتخب كوريا الجنوبية لكرة القدم، وقد سجل هدف في مرمى منتخب البحرين لكرة القدم.

## مسيرته الكروية
لعب علي كريمي خلال مسيرته الاحترافية مع 7 أندية في سبعة عشر موسمًا وسجل خلالها 99 هدفًا ضمن 331 مباراة. حيث فاز في ستة مواسم بالكأس وفي ثلاثة مواسم بالدوري.
خاض علي كريمي مسيرته مع نادي برسبوليس في موسم 1998–99 في المرة الأولى لمدة موسم واحد ثم في موسم 2008–09 واستمر معه طيلة ثلاثة مواسم ثم في موسم 2011–12 ولمدة موسمين، مشاركًا طوالها في 129 مباراة سجل خلالها 27 هدفًا. ثم انتقل إلى نادي شباب الأهلي في موسم 2001–02 ليلعب معه أربعة مواسم، حيث شارك في 77 مباراة سجل خلالها 45 هدفًا. لينتقل بعدها إلى نادي بايرن ميونخ في موسم 2005–06 ولمدة موسمين، مشاركًا في 33 مباراة سجل خلالها 3 أهداف. ثم انتقل إلى نادي قطر في موسم 2007–08 لمدة موسم واحد، مشاركًا في 27 مباراة سجل خلالها 5 أهداف. هذا وانتقل لاحقًا إلى نادي ستيل آذين في موسم 2009–10 ولمدة موسمين، مشاركًا في 40 مباراة سجل خلالها 14 هدفًا. ثم انتقل بعدها إلى نادي شالكه 04 في موسم 2010–11 لمدة موسم واحد، مشاركًا في مباراة ولم يسجل أي هدف. ليعود وينتقل من جديد، لكن هذه المرة إلى نادي تراكتور سازي في موسم 2013–14 لمدة موسم واحد، مشاركًا في 24 مباراة سجل خلالها 5 أهداف.

## روابط خارجية
- علي كريمي على موقع الاتحاد الدولي (مؤرشف)  (الإنجليزية)
- علي كريمي على موقع قاعدة بيانات كرة القدم.إي يو (الإنجليزية)
- علي كريمي على موقع بيانات كرة القدم. دي إي (الألمانية)
- علي كريمي على موقع ناشيونال فوتبول تيمز (الإنجليزية)
- علي كريمي على موقع Soccerway.com (الإنجليزية)
- علي كريمي على موقع عالم كرة القدم.نت (الإنجليزية)
- علي كريمي على موقع كووورة